# Накула
Наку́ла (санскр. नकुल) — герой древнеиндийского эпоса «Махабхарата», один из пяти Пандавов, брат-близнец Сахадевы. Накула и Сахадева были сыновьями Мадри, которая родила их от богов Ашвинов. При рождении Накулы и Сахадевы, небесный голос объявил, что «по энергии и красоте эти близнецы превзойдут даже самих Ашвинов». Описывается, что Накула имел необычайно привлекательную внешность. Накула и Сахадева обладали особыми способностями по заботе о лошадях и коровах. 
Во время изгнания в лесу, когда Пандавы умерли, испив воды из озера, Накула был избран Юдхиштхирой как брат, который должен был вернуться к жизни. Юдхиштхира выбрал его потому, что Накула был сыном Мадри, тогда как сам Юдхиштхира был сыном Кунти и хотел поступить справедливо по отношению к обеим матерям.
Все пять Пандавов женились на Драупади, которая родила каждому из них по одному сыну. Рождённого Драупади сына Накулы звали Шатаникой. Второй женой Накулы была Каренумати, царевна из царства Чеди, родившая ему сына по имени Нирамитра.
Во время Битвы на Курукшетре, Накула был одним из генералов армии Пандавов, которой командовал Дхриштадьюмна. Накула убил многих героев из армии противника. Также как и Сахадева, Накула обучался военному искусству у Дроны. Накула был очень искусен во владении мечом, в особенности верхом на коне. Именно по этой причине Юдхиштхира избрал его предводителем войска, совершившего военный поход в западные царства (обитатели которых славились своим мастерством в езде верхом и во владении мечом) с целью сбора дани с вассальных царей для проведения жертвоприношения раджасуя.